# Scorpaenodes scaber
Scorpaenodes scaber is een straalvinnige vissensoort uit de familie van schorpioenvissen (Scorpaenidae). De wetenschappelijke naam van de soort is voor het eerst geldig gepubliceerd in 1886 door Ramsay & Ogilby.